# Grăniceri (gmina)
Grăniceri – gmina w Rumunii, w okręgu Arad. Obejmuje miejscowości Grăniceri i Șiclău. W 2011 roku liczyła 2254 mieszkańców.